# العلاقات الجنوب إفريقية الموريشيوسية
العلاقات الجنوب أفريقية الموريشيوسية هي العلاقات الثنائية التي تجمع بين جنوب أفريقيا وموريشيوس.

## مقارنة بين البلدين
هذه مقارنة عامة ومرجعية للدولتين:
| وجه المقارنة                                              | جنوب أفريقيا | موريشيوس                 |
| --------------------------------------------------------- | --- | ------------------------ |
| المساحة (كم2)                                             | 1.22 مليون | 2.04 ألف                 |
| عدد السكان (نسمة)                                         | 57.73 مليون | 1.26 مليون               |
| الكثافة السكانية (ن./كم²)                                 | 47.32 | 617.65                   |
| العاصمة                                                   | بريتوريا، بلومفونتين، كيب تاون | بورت لويس                |
| اللغة الرسمية                                             | لغة إنجليزية، اللغة الأفريقانية، اللغة النديبلي الجنوبية، اللغة السوثو الشمالية، اللغة السوتية، لغة سوازي، اللغة التسونجا، اللغة التسوانية، اللغة الفيندية، اللغة الكوسية، اللغة الزولوية | لغة إنجليزية، لغة فرنسية |
| العملة                                                    | راند جنوب أفريقي | روبي موريشي              |
| الناتج المحلي الإجمالي (بليون دولار)                      | 349.42 مليار | 13.34 مليار              |
| الناتج المحلي الإجمالي (تعادل القوة الشرائية) بليون دولار | 725.91 مليار | 25.36 مليار              |
| الناتج المحلي الإجمالي الاسمي للفرد دولار أمريكي          | 5.72 ألف | 9.25 ألف                 |
| الناتج المحلي الإجمالي للفرد دولار أمريكي                 | 13.05 ألف | 18.59 ألف                |
| مؤشر التنمية البشرية                                      | 0.666 | 0.777                    |
| رمز المكالمات الدولي                                      | +27 | +230                     |
| رمز الإنترنت                                              | .za | .mu                      |
| المنطقة الزمنية                                           | ت ع م+02:00، أفريقيا/جوهانسبرغ ‏ | ت ع م+04:00              |

## منظمات دولية مشتركة
يشترك البلدان في عضوية مجموعة من المنظمات الدولية، منها:
| علم المنظمة | اسم المنظمة                                 | تاريخ انضمام جنوب أفريقيا | تاريخ انضمام موريشيوس |
| ----------- | ------------------------------------------- | ------------------------- | --------------------- |
|             | وكالة ضمان الاستثمار متعدد الأطراف          | 10 مارس 1994              | 28 ديسمبر 1990        |
|             | الأمم المتحدة                               | 7 نوفمبر 1945             | 24 أبريل 1968         |
|             | دول الكومنولث                               | 11 ديسمبر 1931            | ?                     |
|             | الفريق المعني برصد الأرض                    | ?                         | ?                     |
|             | منظمة حظر الأسلحة الكيميائية                | ?                         | ?                     |
|             | منظمة التجارة العالمية                      | 1995                      | ?                     |
|             | منظمة الشرطة الجنائية الدولية               | ?                         | ?                     |
|             | الاتحاد الأفريقي                            | 6 يونيو 1994              | ?                     |
|             | البنك الإفريقي للتنمية                      | ?                         | ?                     |
|             | مؤسسة التنمية الدولية                       | 12 أكتوبر 1960            | 23 سبتمبر 1968        |
|             | يونسكو                                      | 4 نوفمبر 1946             | 25 أكتوبر 1968        |
|             | مجموعة دول أفريقيا والكاريبي والمحيط الهادئ | ?                         | ?                     |
|             | مجموعة التنمية لأفريقيا الجنوبية            | ?                         | ?                     |
|             | الاتحاد البريدي العالمي                     | ?                         | ?                     |
|             | البنك الدولي للإنشاء والتعمير               | 27 ديسمبر 1945            | 23 سبتمبر 1968        |
|             | المنظمة الهيدروغرافية الدولية               | ?                         | ?                     |
|             | الاتحاد الدولي للاتصالات                    | 1910                      | 30 أغسطس 1969         |
|             | مؤسسة التمويل الدولية                       | 3 أبريل 1957              | 23 سبتمبر 1968        |

## وصلات خارجية
- موقع وزارة الخارجية الجنوب أفريقية